# Space Launch System
El Space Launch System, o SLS (en català Sistema de Llançament Espacial), és un vehicle de llançament pesant derivat del transbordador espacial dels Estats Units dissenyat per la NASA. D'això es desprèn la cancel·lació del Programa Constellation, i substitueix al jubilat Transbordador Espacial. La NASA va prevuere la transformació dels dissenys dels vehicles Ares I i Ares V en un sol vehicle de llançament utilitzable tant per a tripulació com per a càrrega.
El vehicle de llançament SLS serà actualitzat al pas del temps amb versions més potents. La versió inicial Bloc I, sense tram superior, pot enlairar una càrrega útil de 70 tones mètriques a l'òrbita. La versió final del Bloc II amb un tram superior anomenat Earth Departure Stage, depenent de la seva configuració, tindrà una capacitat d'enlairament de càrrega útil de 130 tones mètriques a l'òrbita terrestre baixa, 12 tones mètriques per sobre del Saturn V, que converteix l'SLS en el vehicle de llançament més pesant mai construït.
L'SLS serà capaç de transportar astronautes i maquinari a destinacions properes a la Terra com asteroides, la Lluna, Mart, i la majoria de punts de Lagrange. L'SLS també podria realitzar viatges a l'Estació Espacial Internacional, si fos necessari. El Programa SLS està integrat amb el Programa Orion de la NASA, proporcionant un vehicle tripulat multipropòsit per a quatre persones. L'SLS utilitzarà les instal·lacions d'operacions i llançament del Kennedy Space Center de la NASA, Florida.
| Missió     | Data prevista | Variant | Notes                                                                                            |
| ---------- | ------------- | ------- | ------------------------------------------------------------------------------------------------ |
| SLS-1/EM-1 | 2019          | Bloc I  | Enviar un Orion/MPCV en un vol no tripulat al voltant de la Lluna a més de desplegar 6 CubeSats. |
| SLS-2/EM-2 | 2021          | Bloc I  | Enviar un Orion MPCV amb quatre membres en òrbita lunar.                                         |
| SLS-3      | Agost de 2022 | Bloc IA |                                                                                                  |
| SLS-4      | Agost de 2023 | Bloc IA |                                                                                                  |
| SLS-5      | Agost de 2024 | Bloc IA | Missió de recollida de mostres a Mart                                                            |
| SLS-6      | Agost de 2025 | Bloc IA | Missió d'exploració tripulada a Mart: Orion BEO recull mostres de Mart i retorna a la Terra      |
| SLS-7      | Agost de 2026 | Bloc IA | Llançament de càrrega                                                                            |
| SLS-8      | Agost de 2027 | Bloc IA | Llançament tripulat                                                                              |
| SLS-9      | Agost de 2028 | Bloc IA | Llançament de càrrega                                                                            |
| SLS-10     | Agost de 2029 | Bloc IA | Llançament tripulat                                                                              |
| SLS-11     | Agost de 2030 | Bloc IA | Nova configuració, llançament de càrrega                                                         |
| SLS-12     | Agost de 2031 | Bloc IA | Missió tripulada                                                                                 |
| SLS-13     | Agost de 2032 | Bloc II | Nova configuració, llançament de càrrega                                                         |

## Galeria

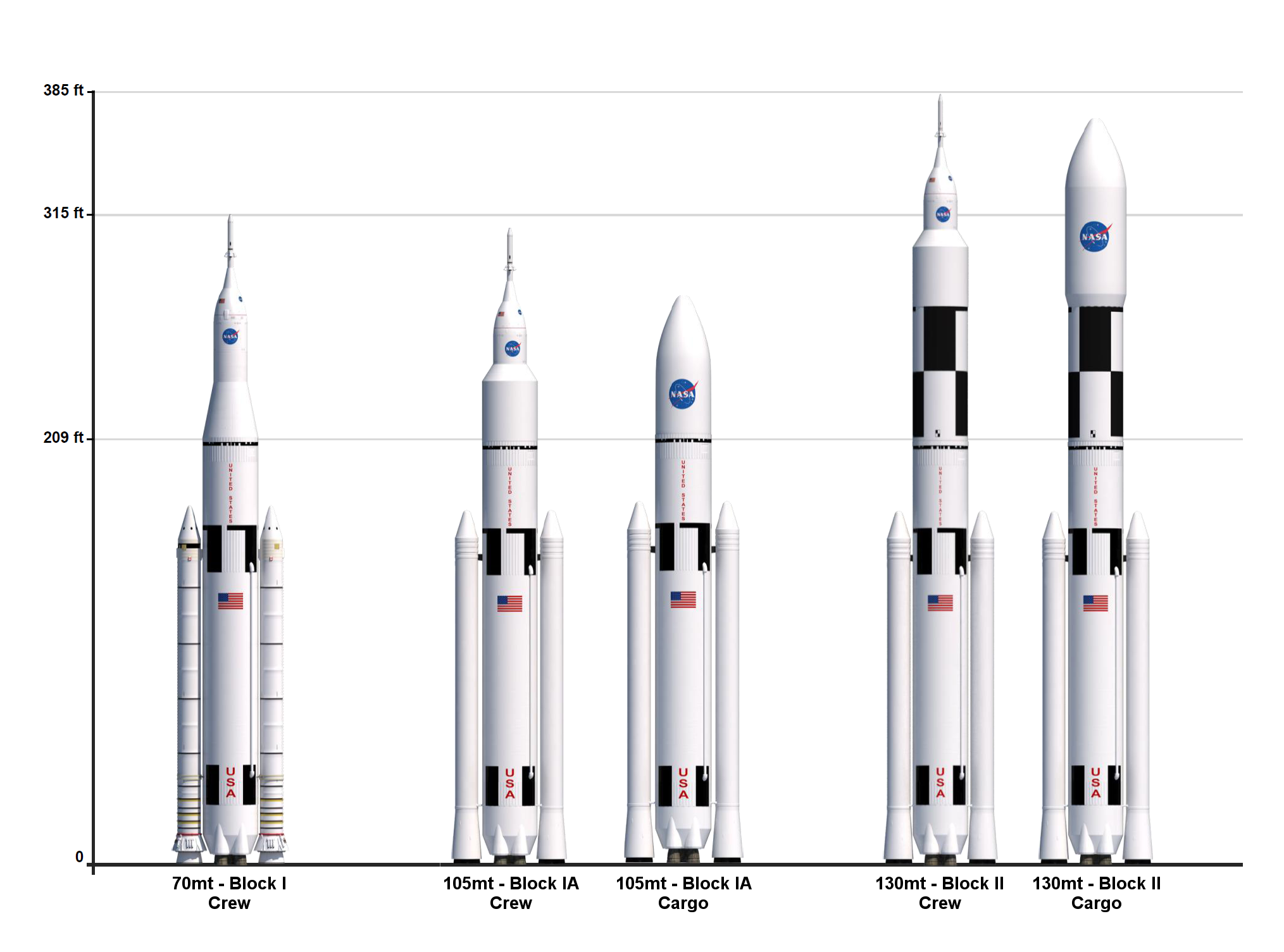
Les diverses configuracions projectades
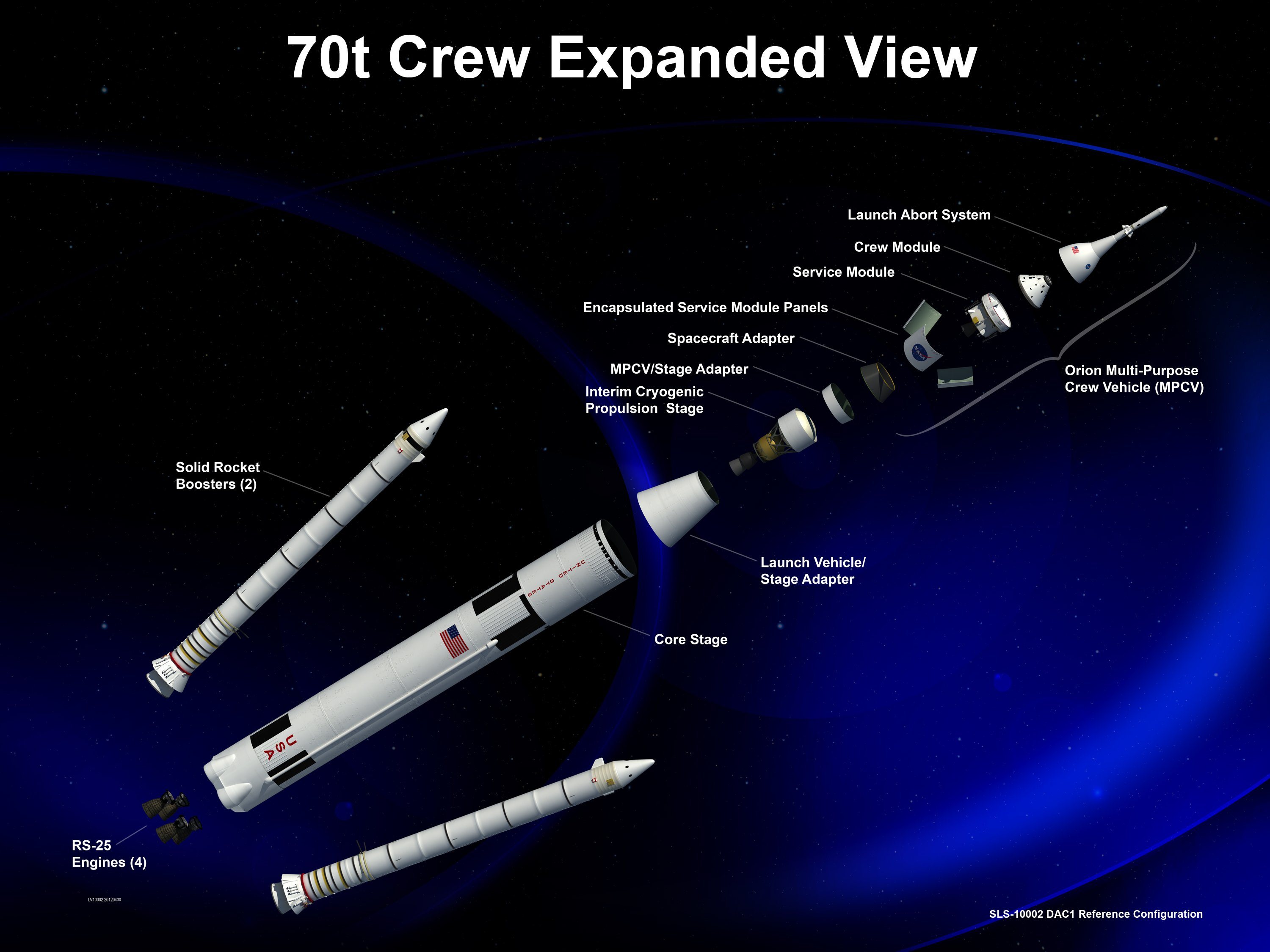
Diagrama de les parts de la versió tripulada de 70 tones